# カステルヌオーヴォ・カルチェーア
カステルヌオーヴォ・カルチェーア（伊: Castelnuovo Calcea）は、イタリア共和国ピエモンテ州アスティ県にある、人口約700人の基礎自治体（コムーネ）。

## 地理

### 位置・広がり

#### 隣接コムーネ
隣接するコムーネは以下の通り。
- アリアーノ・テルメ
- モアスカ
- モンベルチェッリ
- モンテグロッソ・ダスティ
- ニッツァ・モンフェッラート
- サン・マルツァーノ・オリヴェート
- ヴィンキオ

#### 地震分類
イタリアの地震リスク階級 (it) では、4 に分類される
。

## 行政

### 分離集落
カステルヌオーヴォ・カルチェーアには、以下の分離集落（フラツィオーネ）がある。
- Momparone, Caranti, Opessina, Valleggia, Toetto, Preie, Stazione, Argentina